# Жєнкович (герб)
Жєнкович (пол.Zienkowicz) –  шляхетський герб, різновид герба Леліва.

## Опис герба
У блакитному полі золотий півмісяць рогами догори. Клейнод: три пера страуса.

## Історія
За Каспером Несецьким різновид герба належав Жєнковичам у Великому Князівстві Литовському. Альберт Віюк-Каядович в книзі Compendium дає, правда, Жєнковичам Литви інший герб – Сєстрженкевич (Siestrzencewicz), однак К.Несецький бачив такий різновид герба депутата Віленського трибуналу Жєнковича від 1679 року.

## Роди
Жєнкевич (Zienkiewicz), Жєнкович (Zienkowicz).